# PDF.js
PDF.js é uma biblioteca JavaScript que renderiza arquivos PDF (Portable Document Format) usando o HTML5 Canvas compatível com os padrões da web. O projeto é liderado pela Mozilla Corporation depois que Andreas Gal o lançou (inicialmente como um experimento) no ano de 2011.

## História e aplicação
PDF.js foi originalmente criado como uma extensão para Firefox e está incluído no Firefox desde 2012. (versão 15), e habilitado por padrão desde 2013 (versão 19).
O projeto foi criado para fornecer uma maneira de visualizar documentos PDF de forma nativa no navegador da Web, o que evita possíveis riscos de segurança ao abrir documentos PDF fora de um navegador, pois o código para exibir o documento é sandboxed em um navegador. Sua implementação usa o elemento Canvas do HTML5, que permite velocidades de renderização rápidas.
PDF.js é usado em Thunderbird, ownCloud, Nextcloud, e como extensões de navegador para Google Chrome/Chromium, Firefox para Android, Pale Moon e SeaMonkey.
Pode ser integrado ou incorporado em um aplicativo da web ou nativo para permitir a renderização e visualização de PDF e permite usos avançados, como renderização em server-side.
Aplicativos da web, incluindo Dropbox, Slack, e LinkedIn Learning integram PDF.js para permitir a visualização de documentos PDF.

## Comportamento
De acordo com um benchmark da Mozilla, o PDF.js é eficiente para visualizar os arquivos PDF mais comuns, embora possa ter alguns problemas com documentos grandes ou com 'gráficos pesados'.
PDF.js suporta a maioria das especificações de PDF (incluindo suporte a formulários ou XFA), mas alguns recursos ainda não foram implementados, o que pode afetar o comportamento de renderização dependendo dos recursos que o documento usa.
Vários recursos PDF/X ou PDF opcionais que não são compatíveis com PDF.js inclui:
- Perfis de cores ICC[22]
- Cores exatas
- Simulação de impressão sobreposta[23]
- Grupos de transparência (nocaute/isolamento)[24]
- Impressão de alta fidelidade

A comunidade de contribuidores do PDF.js também observa que o comportamento do PDF.js no navegador varia de acordo com o suporte do navegador para os recursos necessários do PDF.js. O desempenho e a confiabilidade serão os melhores no Chrome e no Firefox, que são totalmente suportados e sujeitos a testes automatizados.